# Regio V Picenum
La Regio V Picenum è la quinta regione romana in epoca augustea.

## Denominazione
Pur non avendo all'epoca le regioni augustee un nome ufficiale, la regione è nota oggi come Regio V Picenum, dal nome della popolazione che qui abitava prima della conquista romana, i Piceni. Nella regio V fu incluso anche il territorio dei Pretuzi (ager Pretutianus)

## Territorio
La Regio V era compreso grosso modo tra il fiume Esino a nord, l'Adriatico ad Est, l'Appennino a ovest e il fiume Saline a sud.
Corrispondeva quindi ai seguenti territori.
- Le attuali Marche centro-meridionali, a sud del fiume Esino:
  - parte meridionale della provincia di Ancona;
  - la provincia di Macerata;
  - la provincia di Fermo;
  - la provincia di Ascoli Piceno.
- L'attuale Abruzzo settentrionale:
  - la provincia di Teramo;
  - la parte settentrionale dell'attuale provincia di Pescara.

Una descrizione del territorio della Regio V è presente nella Naturalis Historia di Plinio il Vecchio (Plinio il Vecchio, Naturalis Historia, Libro III, paragrafi 110-111) con l'elenco delle città che con i propri territori costituivano la regione.
(Plinio il Vecchio, Naturalis Historia, III, 112)

## Strade

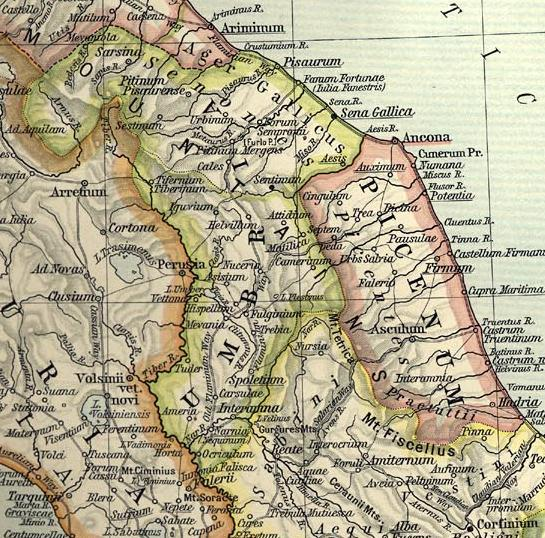
Cartina della Regio V Picenum e VI Umbria

La quinta regione era percorsa da due tra le più importanti strade romane: 
- la via Salaria, che passando per Ascoli giungeva a Porto d'Ascoli;
- la variante meridionale della via Flaminia[2], che passava per Septempeda e raggiungeva il mare ad Ancona, per poi proseguire lungo la costa con due ramificazioni, una delle quali era diretta a Fano (dove si ricongiungeva al ramo settentrionale della stessa strada) e l'altra invece a Porto d'Ascoli, dove si ricongiungeva alla Salaria.

L'interno della regione era invece servito dalla via Salaria Gallica.

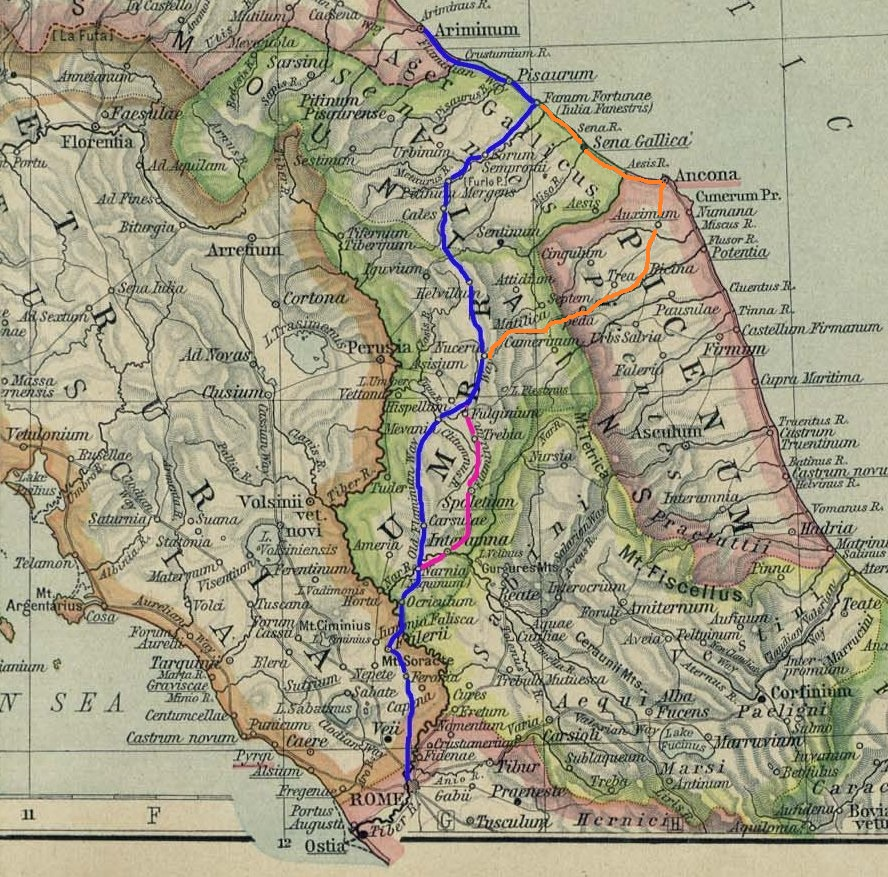
Le varianti della Flaminia - quella indicata in arancione attraversa il Piceno
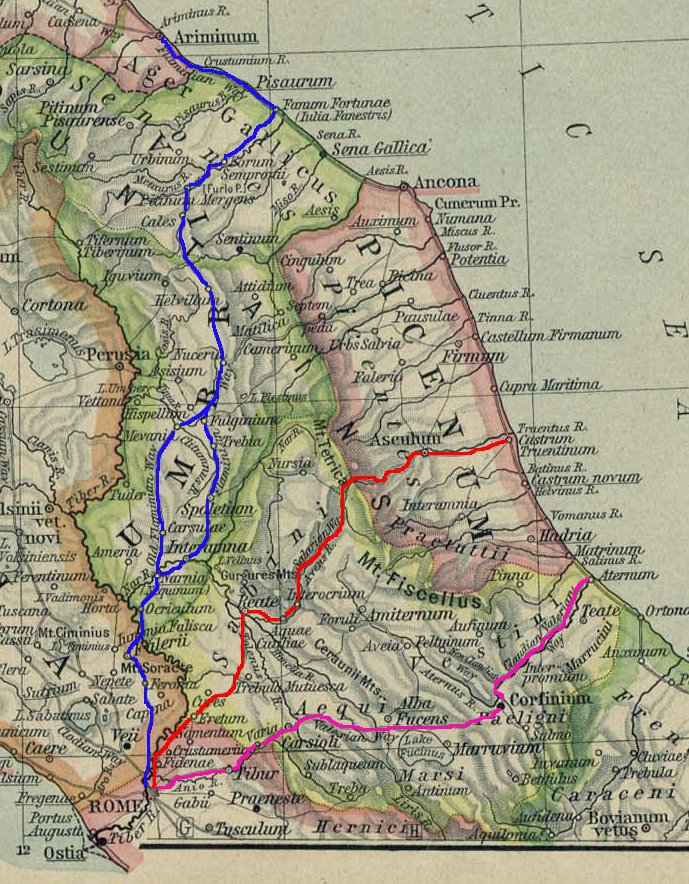
La via Salaria (in rosso)

## Le città dellaRegio V
La Regio V comprendeva il territorio di diverse città. Plinio il Vecchio enumera le 24 città principali oltre ad altre località secondarie, di queste città oggi 19 ricadono nella regione Marche, 5 nell'Abruzzo:
| Nome latino        | Nome attuale                                       | Zona             | Regione attuale | Fondazione                                                         | Tribù   | Note |
| ------------------ | -------------------------------------------------- | ---------------- | --------------- | ------------------------------------------------------------------ | ------- | --- |
| Ancon o Ancona     | Ancona                                             | Piceno           | Marche          | greca                                                              | Lemonia | |
| Asculum            | Ascoli Piceno                                      | Piceno           | Marche          | picena                                                             | Fabia   | |
| Auximum            | Osimo                                              | Piceno           | Marche          | picena                                                             | Velina  | |
| Beregra            | vicino a Civitella del Tronto o Montorio al Vomano |                  | Abruzzo         |                                                                    |         | |
| Castrum Novum      | Giulianova                                         | ager Pretutianus | Abruzzo         | romana                                                             | Papiria | |
| Castrum Truentinum | Martinsicuro                                       | Piceno           | Abruzzo         | liburna?                                                           |         | |
| Cingulum           | Cingoli                                            | Piceno           | Marche          |                                                                    | Velina  | |
| Cluana             | Civitanova Marche                                  | Piceno           | Marche          |                                                                    |         | |
| Cupra Maritima     | vicino a Cupra Marittima                           | Piceno           | Marche          |                                                                    | Velina  | |
| Cupra Montana      | vicino a Sant'Eleuterio di Cupramontana            | Piceno           | Marche          |                                                                    | Velina  | municipio a costituzione duovirale |
| Falerio            | vicino a Falerone                                  | Piceno           | Marche          |                                                                    | Velina  | |
| Firmum Picenum     | Fermo                                              | Piceno           | Marche          |                                                                    | Velina  | |
| Hadria             | Atri                                               | ager Hadrianus   | Abruzzo         |                                                                    | Maecia  | |
| Interamnia         | Teramo                                             | ager Pretutianus | Abruzzo         | petruzia                                                           | Velina  | |
| Novana             | vicino a Montedinove                               | Piceno           | Marche          |                                                                    |         | |
| Numana             | Numana                                             | Piceno           | Marche          |                                                                    |         | toponimo attestato anche come Humana |
| Pausulae           | vicino a San Claudio al Chienti, Corridonia        | Piceno           | Marche          |                                                                    | Velina  | |
| Planina            | vicino a San Vittore di Cingoli                    | Piceno           | Marche          |                                                                    | Velina  | |
| Potentia           | vicino a Santa Maria a Potenza, Porto Recanati     | Piceno           | Marche          |                                                                    | Velina  | |
| Ricina             | a Villa Potenza di Macerata                        | Piceno           | Marche          | ipotesi di una fondazione romana su precedente insediamento piceno | Velina  | chiamata anche Helvia Recina perché Settimio Severo nel 205 la ribattezzò col nome di Helvia Recina Pertinax, in onore del suo predecessore l'Imperatore Publio Elvio Pertinace. |
| Septempeda         | San Severino Marche                                | Piceno           | Marche          |                                                                    | Velina  | |
| Tolentinum         | Tolentino                                          | Piceno           | Marche          |                                                                    | Velina  | |
| Trea               | vicino a Treia                                     | Piceno           | Marche          |                                                                    | Velina  | |
| Urbs Salvia        | vicino a Urbisaglia                                | Piceno           | Marche          |                                                                    | Velina  | |

## Storia

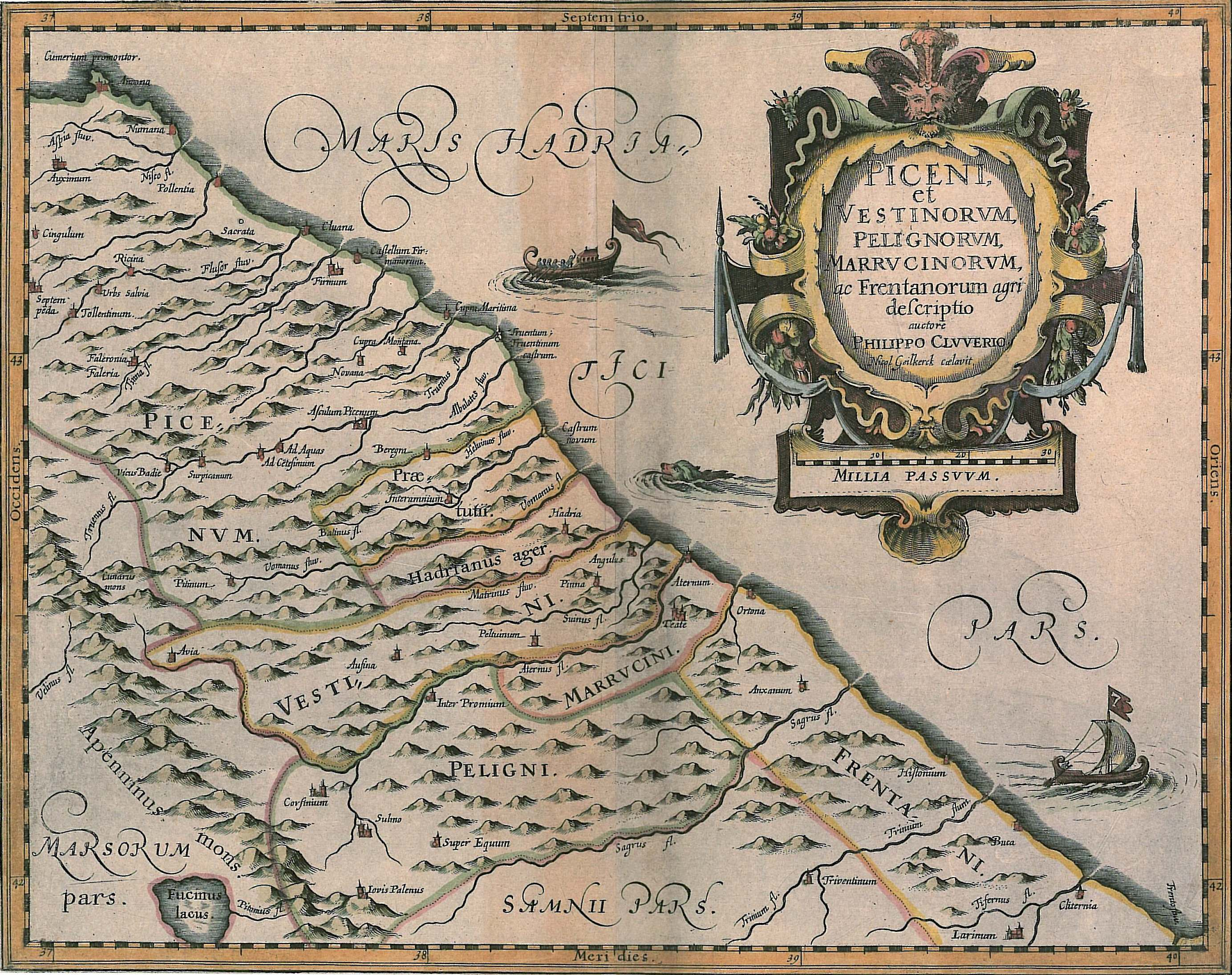
Piceni et Vestinorum, Pelignorum, Marrucinorum; ac Frentanorum agri descriptio, 1624 - Philip Clüver

Nell'età del ferro era abitata dalla popolazione dei Piceni (inumatori), a differenza dei vicini Villanoviani, che erano incineratori.
La cultura materiale della zona picena meridionale ha forti affinità con la costa orientale dell'Adriatico, così come il vasto impiego di ambra nel periodo orientaleggiante (circa VII secolo a.C.) sembra indicare stretti contatti commerciali con le zone adriatiche settentrionali.
La regione entrò a far parte del territorio romano nel III secolo a.C.
Fu luogo natale del senatore e console romano Gneo Pompeo Strabone, padre di Pompeo Magno.
Nell'Editto di Diocleziano si menzionava che il vino del Picenum era considerato il vino più costoso, insieme al Falerno. Il Vinum Hadrianum, prodotto nel Picenum, presso la città di Hadria, era ritenuto da Plinio tra i più apprezzati.